# Тіт Анній Мілон
Тіт А́нній Міло́н (лат. Titus Annius Milo; 95 до н. е. — 48 до н. е.) — політичний,  державний і військовий діяч Римської республіки, народний трибун 57 року до н. е.

## Життєпис
Походив з роду Папіїв. Народився в Ланувії. У 57 році до н. е. обіймав посаду народного трибуна. Активно захищав інтереси Цицерона і домігся його повернення з вигнання. Притягнув до суду Публія Клодія Пульхра, народного трибуна попереднього року, за насильницькі дії, але судовому розгляду перешкодили консул Квінт Цецилій Метелл Непот, претор Аппій Клавдій Пульхр і трибун Серран. Після цього Мілон набрав збройні загони гладіаторів і протягом усього року вів вуличні зіткнення з Публієм Клодієм. Використовуючи право обнунціаціі, кілька разів домагався перенесення виборів едилів, в яких повинен був брати участь Клодій, але у підсумку коміції все ж відбулися, і Клодія було обрано.
У 56 році до н. е. Мілон сам був притягнутий до суду Клодієм за насильницькі дії, але виправданий завдяки захисту Цицерона і Гнея Помпея Великого. У відповідь притягнув до суду за тим же звинуваченням Секста Клодія, клієнта свого ворога, але не домігся засудження. У 55 році до н. е. обіймав посаду претора. У 55 і 54 роках до н. е. влаштовував чудові гладіаторські ігри. У 54 році до н. е. виступав в суді як прохач за свого шурина, Марка Емілія Скавра, звинуваченого в незаконному здобутті посади.
У 52 році до н. е. балотувався на посаду консула одночасно з Квінтом Метеллом Сципіоном і Публієм Плавцієм Гіпсеєм, в той час як Клодій домагався преторскої посади. Помпей підтримував суперників Мілона. Консульські вибори неодноразово відкладалися, передвиборна кампанія супроводжувалася масовими заворушеннями і сутичками озброєних прихильників кандидатів. У січні 52 року до н. е. прихильники Мілона вбили Клодія в стихійній сутичці на Аппієвій дорозі. Наказ на вбивство віддав сам Мілон. Похорон Клодія викликав нову хвилю хаосу і насильства в Римі. Під час безладу було спалено будівлю сенату і базиліку Порція. Для відновлення порядку сенат змушений був призначити Помпея консулом без колеги, а той ввів у місто війська. Мілона притягли до відповідальності за вбивство Клодія два Аппії Клавдії — небожі вбитого, і за незаконне здобуття посади Гай Цетег і Луцій Корніфіцій. Суд по першому звинуваченню відбувався на підставі щойно прийнятого суворого закону Помпея про насильницькі дії, що мав зворотну силу. Форум був оточений легіонерами Помпея, який бажав засудження Мілона. Незважаючи на захист Цицерона, Мілона було очно засуджено за вбивство, заочно — за незаконне здобуття. Мілон пішов у вигнання до Массіліі. У зв'язку з величезними боргами, його майно було розпродано за низькою ціною.
Після початку громадянської війни між Цезарем і Помпеєм, у 49 році до н. е. Цезар дав дозвіл повернутися багатьом вигнанцям, але на Мілона воно не поширилося. Тому у 48 році до н. е. він примкнув до заколоту Марка Целія Руфа, що домагався повного скасування боргів. Незабаром загинув при облозі Компси.